# The Great Alaskan Mystery
The Great Alaskan Mystery é um seriado estadunidense de 1944, gênero aventura, dirigido por Lewis D. Collins e Ray Taylor, em 13 capítulos, estrelado por Milburn Stone, Marjorie Weaver e Edgar Kennedy. Foi produzido e distribuído pela Universal Pictures, e veiculou nos cinemas estadunidenses a partir de 25 de abril de 1944.

## Sinopse
James 'Jim' Hudson, um aventureiro unido aos aliados, persegue agentes nazistas que têm um novo raio da morte chamado “Paratron”.

## Elenco
- Milburn Stone … Jim Hudson
- Marjorie Weaver … Ruth Miller
- Edgar Kennedy … Bosun Higgins
- Samuel S. Hinds … Herman Brock
- Martin Kosleck … Dr Hauss
- Ralph Morgan … Dr Miller
- Joseph Crehan … Bill Hudson
- Fuzzy Knight … "Grit" Hartman
- Harry Cording ... Capitão Greeder
- Anthony Warde ... Brandon
- George Chesebro	...	Capanga de Brandon (não-creditado)[2]
- Edmund Cobb ... Trabalhador da mina (não-creditado)

## Recepção crítica
Cline considera este um seriado medíocre, mas com um bom elenco e com os ingredientes necessários a um bom seriado.

## Capítulos
1. Shipwrecked Among Icebergs (18 min 03s)
2. Thundering Doom (18 min 56s)
3. Battle in the Clouds (17 min 02s)
4. Masked Murder (17 min 32s)
5. The Bridge of Disaster (17 min 46s)
6. Shattering Doom (16 min 34s)
7. Crashing Timbers (15 min 35s)
8. In a Flaming Plane (17 min 24s)
9. Hurtling Through Space (17 min 19s)
10. Tricked by a Booby Trap (17 min 04s)
11. The Tunnel of Terror (16 min 37s)
12. Electrocuted (33 min 42s)
13. The Boomerang (16 min 34s)

Fonte: